# Hans Bollinger
Hans Bollinger (ur. 26 października 1949 w Wörschweiler) – niemiecki pedagog, muzyk, dyrektor szkoły oraz pieśniarz ludowy.

## Życiorys
Jest młodszym synem urzędników administracyjnych Waltera Bollingera i jego żony Eriki. Dzieciństwo i młodość spędził w miejscu urodzenia – Wörschweiler, gdzie od 1956 do 1960 uczęszczał do ewangelickiej szkoły ludowej. W 1960 roku zmienił szkołę na gimnazjum (Zweibrücker Helmholtz-Gymnasium) i tam w 1969 przystąpił do matury. W tym samym roku podjął studia pedagogiczne w Saarbrücken. W 1972 roku przystąpił do egzaminu w celu podjęcia pracy jako nauczyciel muzyki i religii w szkole podstawowej i w szkole głównej.
Rozpoczął karierę zawodową w Gesamtschule Dillingen/Saar, gdzie uczył do 1982 roku. Następnie osiedlił się w Saarbrücken, gdzie pracował do 1983 roku. Tego samego roku został przeniesiony do szkoły realnej w Gersheim, która w 1986 została przekształcona w Gesamtschule. W tej szkole został mianowany dyrektorem i przebywał tam przez kolejne 9 lat.
Wraz z Gabi Heleen Bollinger, Walterem Krennrichem (zmarł w 2012) i Thomasem Dollem był współzałożycielem zespołu muzycznego Espe, którego był też liderem i gitarzystą. Zespół Espe inspirował się głównie kulturą żydowską, interpretował tradycyjne, jidyszowe pieśniarstwo i tworzył nowe utwory w języku jidysz.
Opublikował książkę: Unterwegs in Polen. Begegnungen mit Menschen, ihrer Geschichte und Heimat. Saarbrücken: Geistkirch-Verl., 2016. ISBN 978-3-946036-49-4

### Partnerstwo z Polską
Podczas swojej aktywności w Spohns kładł szczególny nacisk na partnerską wymianę z Polską. Dodatkowo nawiązane zostało oficjalne partnerstwo między Krajem Saary a województwem podkarpackim, które zostało podpisane w 2009 roku. Wspiera w szczególności wymiany młodzieży obu krajów. W związku z tym wystartował z kilkoma własnymi projektami, które zostały przeprowadzone w Spohns Haus. Prawie wszystkie projekty były finansowane przez Polsko-Niemiecką Współpracę Młodzieży (Deutsch-Polnisches Jugendwerk):
- Niemiecko-Polska Konferencja Pedagogiczna
- Międzynarodowy Tydzień Europy (z uczestnikami z pięciu Narodów Europejskich)
- Niemiecko-Polski Ekumeniczny Tydzień Spotkań

25 kwietnia 2017 roku we Wrocławiu odbyło się spotkanie autorskie, przygotowane przez prof. Monikę Wolting. Liczne spotkania z autorem urozmaicane są pieśniami w jego własnym wykonaniu.

### Europejskie nastawienie
Podobnie jak przy wymianie z Polską, muzyk pracuje również nad wsparciem i rozpowszechnianiem myśli europejskich. Realizuje z innymi kooperantami (Robert Schuman, Europäische Akademie Otzenhausen, Asko Europa-Stiftung) działania prowadzące do Integracji i Współpracy Europejskiej Świadomości Młodzieży. Sednem tej oferty są warsztaty (Freizeit-Workshops) dla europejskiej młodzieży (istota: kształcenie dla długotrwałego rozwoju). Wraz ze stowarzyszeniem „Begegnungen auf der Grenze – Rencontres à la frontière – Spotkania na granicy” wspiera od 20 lat wielonarodową wymianę kulturalną między Niemcami, Francją i Polską. Ponadto jest drugim przewodniczącym Niemiecko-Polskiego Towarzystwa w kraju Saary.

## Odznaczenia
- Order Zasługi Rzeczypospolitej Polskiej (2003)[4]
- Order Zasługi Republiki Federalnej Niemiec (2008)
- Tytuł Honorowy „Dobry Sąsiad” Polsko-Niemieckiej Współpracy Młodzieży (2011)[5]
- Odznaka honorowa „Zasłużony dla Województwa Podkarpackiego” (2013)[6][7]
- Odznaka Honorowa „Bene Merito” za wsparcie polsko-niemieckiej przyjaźni (2014)
- Odznaka „Honoris Gratia” od Prezydenta Miasta Kraków (2016)[8]